# Тетяновское газоконденсатное месторождение
Тетя́новское газоконденса́тное месторожде́ние (укр. Тетянівське газоконденсатне родовище) — газоконденсатное месторождение, расположенное в Первомайском районе (Крым). Относится к Причерноморско-Крымской нефтегазоносной области.

## Характеристика
Приурочено к Сребрянской депрессии Каркинитско-Северо-Крымского прогиба. Структура (похороненная брахиантиклиналь субширотного простирания 8×5 км, высотой более 150 м) обнаружена в 1969 г. Разведка длилась до 1991 года. 1-е притоки газа с конденсатом в 1974 году с газовых залежей нижнего апта в интервале 4431-4438 м та 3869-3872 м. Промышленная газоносность связана с двумя горизонтами нижнемелового периода. 1-й газоконденсатный залежь — пластвый, склепенчастый, тектонично-экранованый. 2-й — литологически ограниченный. Начальные запасы категории А+В+С1: газа — 2 119 млн м³, конденсата — 1 300 тыс. тонн.